# Gian Lorenzo Bernini
Gian Lorenzo Bernini (n. 7 decembrie 1598, Napoli, Regatul Neapolelui – d. 28 noiembrie 1680, Roma, Statele Papale) a fost printre cei mai mari artiști ai barocului, cunoscut mai ales ca sculptor, deși a avut lucrări semnificative și în domeniul arhitecturii, picturii și poeziei. 

## Date biografice
S-a născut în anul 1598 la Napoli, fiul sculptorului toscan Pietro Bernini. În 1605 familia lui s-a mutat la Roma. În copilărie, Gian Lorenzo a lucrat ca asistent al mai puțin talentatului său tată. A fost considerat unul dintre cei mai importanți artiști ai barocului. Mare arhitect și sculptor, activitatea lui Bernini este legată de acțiunea papilor din secolul al XVII–lea.
Bernini a murit la 28 noiembrie 1680 și a fost îngropat în Biserica Santa Maria Maggiore din Roma, după ce a stat în serviciul a opt papi. A fost unul dintre cei mai de seamă artiști ai epocii.

## Opera

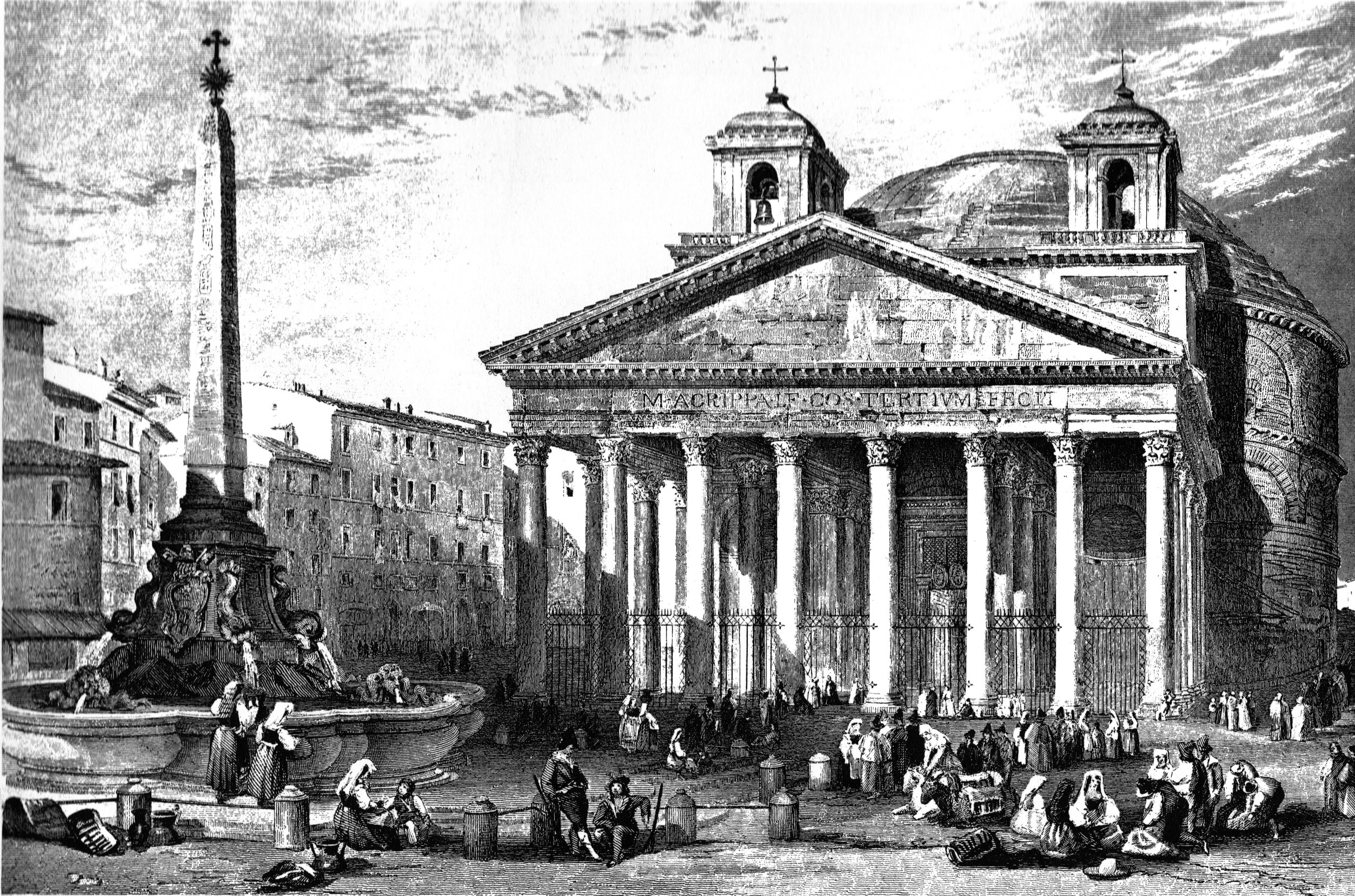
Panteonul cu „urechile” lui Bernini

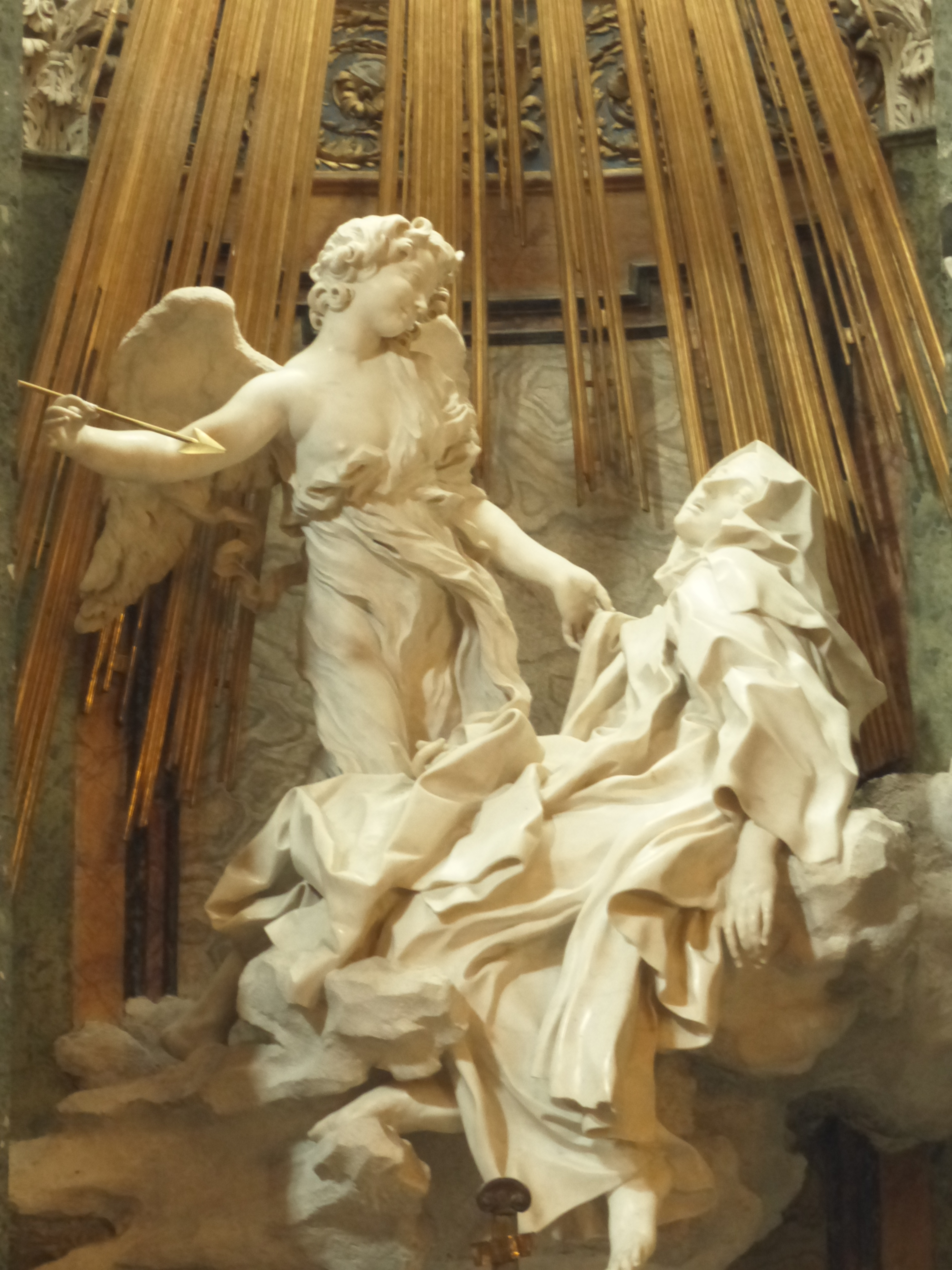
en (1647)

Capodopera sa este Piața Sfântului Petru din Roma, delimitată de o colonadă gigantică formată din 284 de coloane, desfășurate pe patru rânduri, cu 140 de statui. Soluția găsită de Bernini uimește și astăzi: cele două brațe ale colonadei strâng la pieptul Bisericii Catolice, reprezentată de catedrală, credincioșii aflați în piață. Ca sculptor, Bernini poate fi încadrat barocului prin compozițiile sale ce redau mișcarea și prin preferința pentru policromie. Astfel, monumentul funerar al papei Alexandru al VII-lea combină marmura roșie, verde și albă, în care Bernini a sculptat figuri reale și alegorice, cu bronzul aurit. Personajele sunt dispuse scenografic și întreaga compoziție sugerează mișcarea.

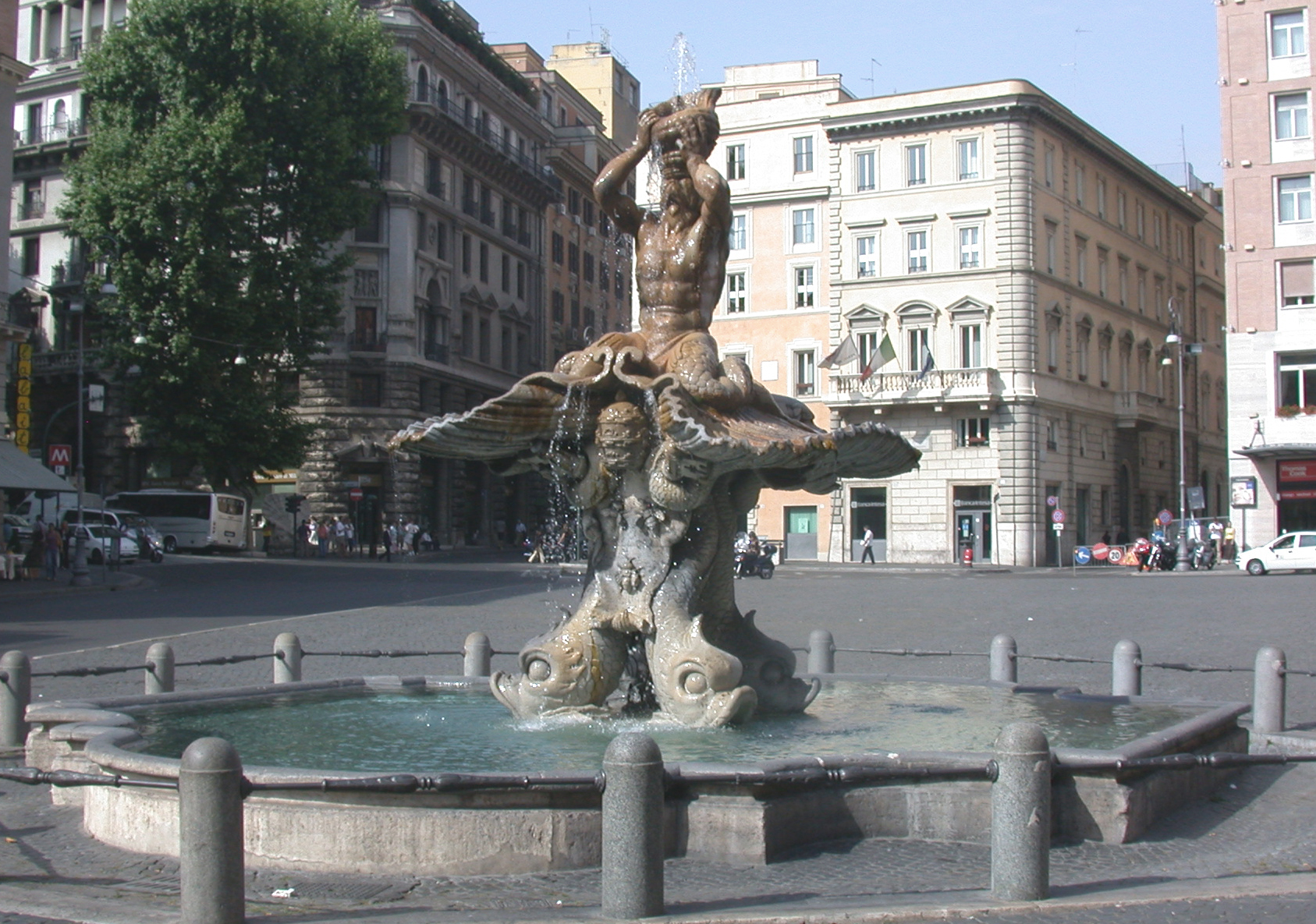
Fontana del Tritone (1642-43) (Fȃntȃna Tritonului), Roma

Gian Lorenzo Bernini a construit două clopotnițe, care au trecut în istorie drept „urechile de măgar ale lui Bernini”. La terminarea reparațiilor, același papă a ordonat să fie demontat plafonul din bronz din pridvorul Panteonului, care de atunci oferă privirii scheletul și grinzile acoperișului. Bronzul, inclusiv cuiele, au fost reutilizate la turnarea coloanelor baldachinului din altarul Bazilicii San Pietro din și a tunurilor noi pentru artilerie de pe zidurile Castelului Sant'Angelo. La 7 iulie 1894, în prezența unei delegații a guvernului, comisia arheologică italiană doboară „urechile lui Bernini”, Panteonul revenind la forma sa anterioară, pe care a păstrat-o până în prezent.
Bernini a realizat în Piazza Barberini din Roma construcția a două fântâni (a Tritonului și a Albinelor) și Palatul Barberini.

## Legături externe
- Materiale media legate de Gian Lorenzo Bernini la Wikimedia Commons
- it  Biografie la StoriaDellArte.com